# Agathis fulmeki
Agathis fulmeki är en stekelart som beskrevs av Fischer 1957. Agathis fulmeki ingår i släktet Agathis och familjen bracksteklar. Inga underarter finns listade i Catalogue of Life.